# Tegengif

Structuurformule van atropine, een acetylcholine-antagonist die toegepast wordt als tegengif tegen acetylcholine-agonisten.

Structuurformule van de neurotransmitter acetylcholine.

Structuurformule van muscarine, een secundaire plantenstof uit paddenstoelen en een giftige acetylcholine-agonist.

Een tegengif of antidotum is een substantie die de werking van een giftige stof in het (menselijk) lichaam kan neutraliseren, vertragen, of verzwakken. Een tegengif kan een stof zijn die zelf ook als vergif is te kwalificeren. Het kan tegen meerdere soorten vergif beschermen in het geval van een breed-spectrumtegengif, of slechts tegen een specifiek gif in het geval van een specifiek of smal-spectrumtegengif.
Verreweg de meeste vergiften hebben geen specifiek tegengif. Andere vergiften hebben wel een tegengif of andere effectieve behandeling, maar veroorzaken pas vergiftigingsverschijnselen op het moment dat het te laat is voor behandeling.

## Werkingsmechanisme
Een tegengif kan op verschillende manieren werken. Het tegengif kan het gif bijvoorbeeld chemisch binden of inkapselen waarna het uitgescheiden kan worden. Deze chemische binding kan er tevens voor zorgen dat het lichaam de stof niet kan metaboliseren naar een schadelijker of makkelijker opneembare vorm.
- Breed-spectrumtegengif dat de gifstof bindt:

Voorbeelden zijn EDTA en dimercaprol die als tegengif tegen vergiftigingen met zware metalen gebruikt worden omdat ze sterke complexen met metaalionen vormen. Het toedienen van EDTA of dimercaprol heeft als nadelig bijverschijnsel dat het ijzerionen aan hemoglobine onttrekt en dat ook andere metaalionen en sporenelementen aan het lichaam onttrokken worden. Deze stoffen kunnen dus niet in al te grote hoeveelheden toegediend worden of langdurig gebruikt worden.
- Breed-spectrumtegengif dat het metabolisme van de gifstof blokkeert:

Atropine is een voorbeeld van een tegengif dat, net als de meeste geneesmiddelen, zelf een gif is. Het is een alkaloïde en een neurotoxine waarvan de structuurformule rechts afgebeeld is. Het werkt als tegengif tegen veel andere neurotoxinen die de werking van de neurotransmitter acetylcholine versterken. Zo'n gif is bijvoorbeeld het paddenstoelengif muscarine waarvan de structuurformule ook rechts afgebeeld is. Zulke vergiften worden agonisten voor acetylcholine genoemd. Atropine is een vergif dat als een antagonist voor acetylcholine werkt doordat het de receptoren voor acetylcholine blokkeert. Daardoor is atropine een antagonist tegen zowel acetylcholine als tegen het vergif. Atropine kan ingezet worden om de acetylcholinereceptoren te blokkeren en te beschermen. Daardoor wordt voorkomen dat een gifstof als muscarine via een binding aan deze acetylcholinereceptoren de stofwisseling kan ontregelen.
- Blokkeren van de opname en stimuleren van uitscheiding:

Ook kan de uitscheiding zelf bevorderd worden door de werking van het tegengif of de opname in het bloed voorkomen wordt. Dit geldt vaak bij vergif van minerale oorsprong als die nog in het maag-darmkanaal zitten, dat men door fijnverdeelde actieve kool (norit) of een andere stof weleens enigszins in de maag kan binden, waarna het uitgescheiden wordt in plaats van opgenomen. Het is ook mogelijk dat een tegengif een lichamelijke reactie teweegbrengt die tegengesteld is aan de werking van het vergif.
- Smal-spectrum tegengif:

Complexe vergiften van organische oorsprong zijn meestal proteïnen of enzymen met een heel specifieke werking, zoals slangen-, spinnen-, kwallen- of bepaalde plantenvergiften. Hun werking kan geblokkeerd worden met specifieke tegengiffen die bestaan uit de antilichamen uit het bloed van dieren die met het gif zijn ingespoten. Deze antilichamen kunnen echter ook een allergische reactie opwekken, die ook dodelijk kan aflopen.

## Gevolgen en behandelingsmogelijkheden
Sommige vergiften hebben echter een dermate snelle of trage werking, dat men vrijwel altijd te laat is met het tegengif, hetzij omdat de patiënt al overleden of niet meer te redden is, hetzij omdat de eerste symptomen pas optreden in een stadium waarin er niets meer aan te doen is.  Een voorbeeld is waterstoffluoride, dat bij direct contact slechts milde huidirritatie geeft en pas ernstige symptomen vertoont als de stof tot het bot en in het bloed is doorgedrongen.
Behandeling van schade
Verreweg de meeste vergiften hebben echter geen specifiek tegengif. In dat geval is een andere behandeling geboden (nierdialyse, transplantatie van het besmette orgaan), of kan men slechts wachten tot het lichaam zelf met het gif heeft afgerekend. Een voldoende hoge dosis van sommige vergiften, zoals ricine, zal onomkeerbaar zijn en onherroepelijk tot de dood leiden.